# Ebersbach/Sa.
Ebersbach/Sa. (Ebersbach/Sachsen, obersorbisch Habrachćicy, oberlausitzisch: Aberschbuch) ist ein Ortsteil der sächsischen Stadt Ebersbach-Neugersdorf im Landkreis Görlitz. Ebersbach liegt im Süden der Oberlausitz an der Grenze zum tschechischen Okres Děčín in Nordböhmen.

## Geographie

### Lagebeschreibung

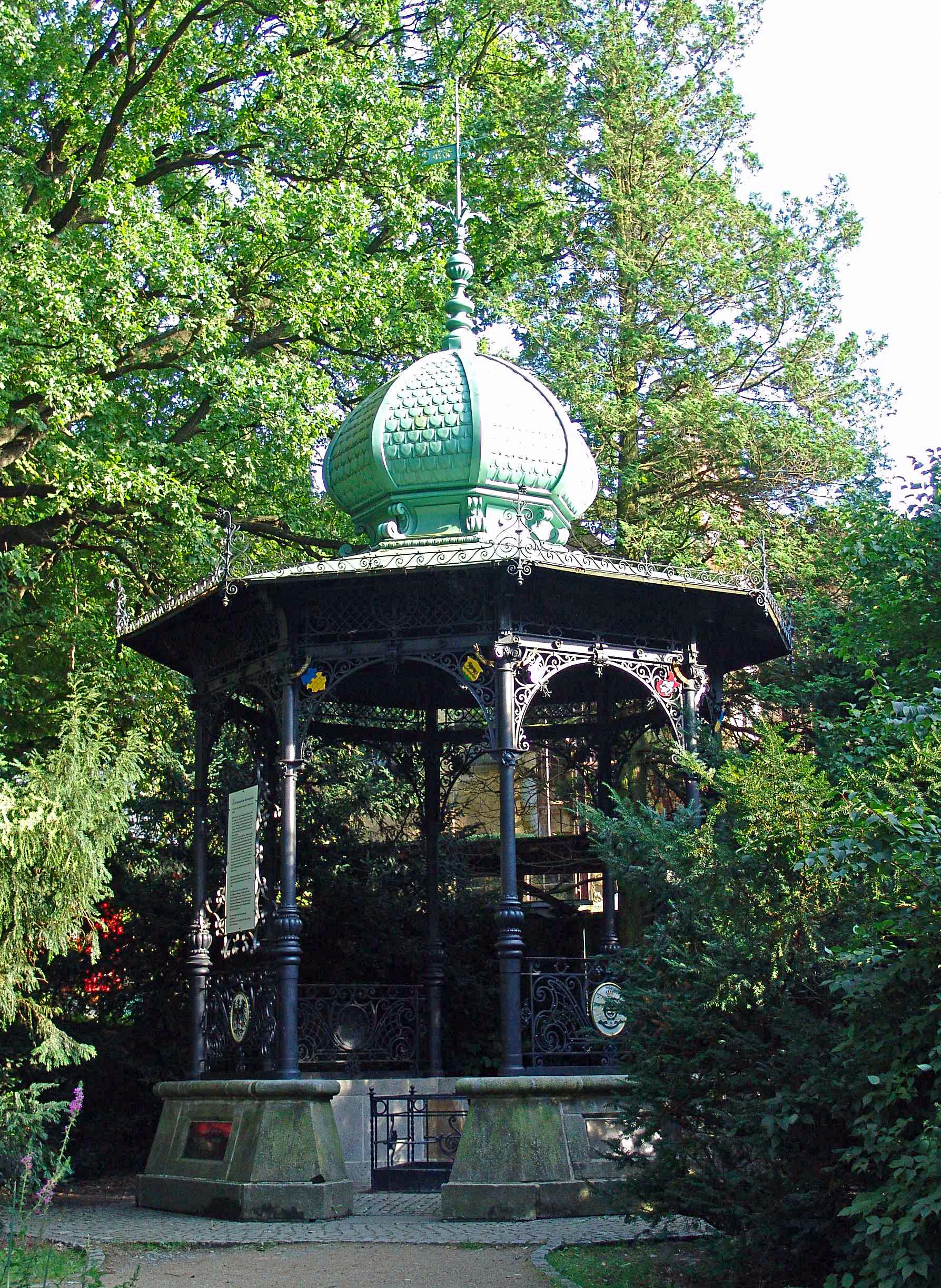
Spreequelle Ebersbach

In Ebersbach befindet sich eine der drei Spreequellen. Die anderen beiden Quellen befinden sich auf dem Kottmar und in Neugersdorf. An der Einmündung Bahnhofstraße/Hauptstraße (B 96) vereinigen sich die Quellbäche Oberspree und Spree. Die höchste Erhebung in Ebersbach ist der Schlechteberg mit einer Höhe von 485 m ü. NHN. Er bildet gleichzeitig den geografischen Mittelpunkt von Ebersbach. Westlich vom Schlechteberg befinden sich das Stadtzentrum und die Haine. Nördlich und östlich schlängelt sich die Hauptstraße durch das Niederdorf und das Oberdorf bis hin zum Goldenen Löwen. Südöstlich liegt das Neubaugebiet Oberland, welches in den 1970er und 1980er Jahren in Plattenbauweise entstanden ist. Von Süden nach Westen, direkt an der tschechischen Grenze bei Philippsdorf, zieht sich das Spreedorf am Fuße des Schlechtebergs herum.

### Umgebung
Vom ehemaligen Aussichtsturm des Schlechtebergs waren im Osten der Kottmar, dahinter etwas südlicher das Isergebirge, dann das Zittauer Gebirge mit der Lausche als dem markantesten Punkt sichtbar. Bei klarer Sicht war hinter dem Isergebirge das Riesengebirge mit der Schneekoppe zu sehen. Im Süden liegen durchweg die tschechischen Ausläufer des Lausitzer Berglandes. Im Nordwesten thronen Bieleboh und Czorneboh. Nach Norden hin erkennbar waren die Hohe Dubrau mit 307 m und der Monumentberg mit Aussichtsturm als die letzte Erhebung des Berglandes in dieser Richtung. Rechts daneben steht der Doppelberg Löbauer Berg/Schafsberg. Weiter in Richtung Osten folgen der Rotstein mit Aussichtsturm und die Königshainer Berge. Erwähnenswert ist die ehemalige Klunst, einst ein ebenso hoher Felsen, wie der Steinbruch nun tief ist. Er fiel dem Granitabbau zum Opfer.

### Ehemalige Stadtgliederung

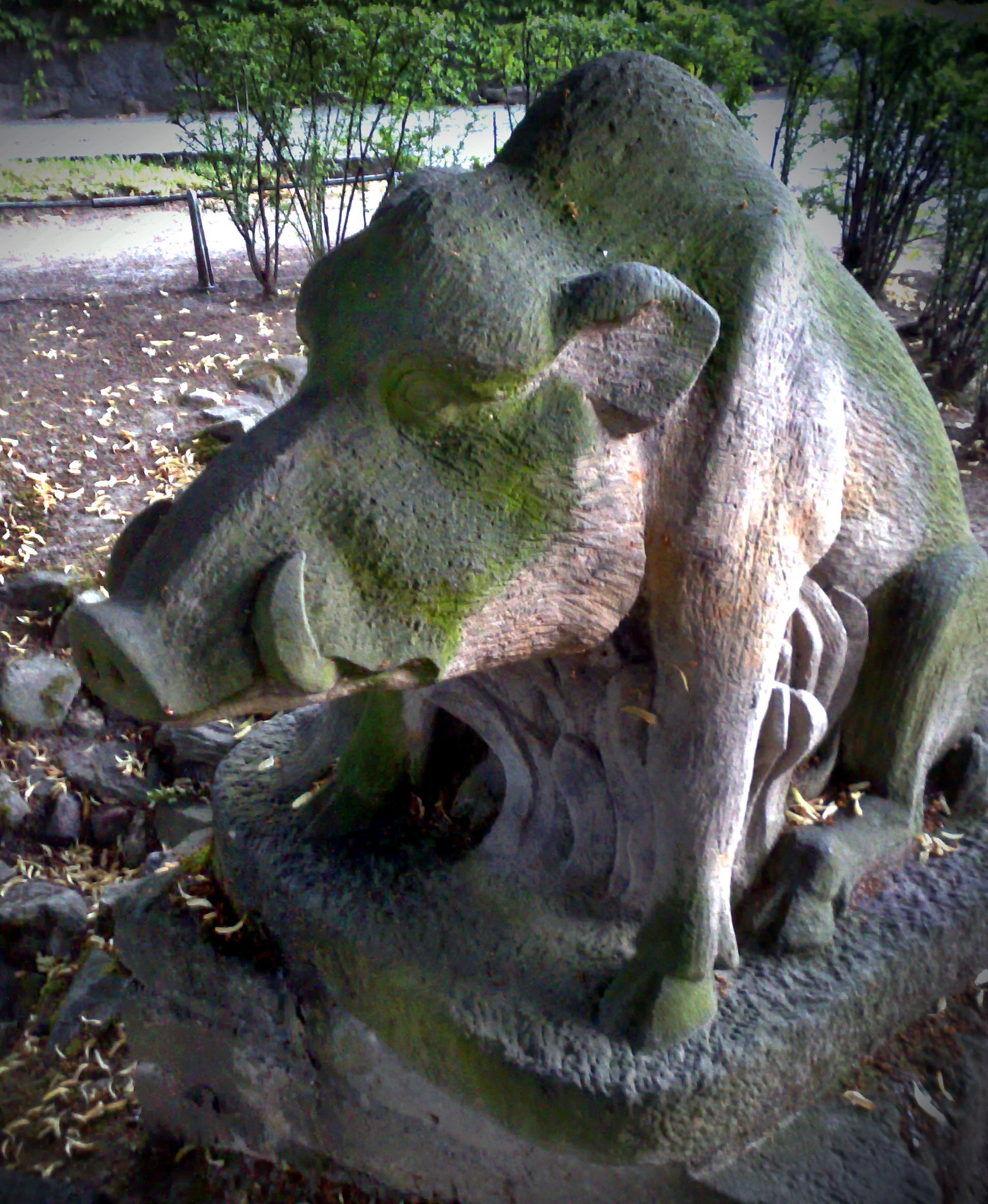
Eber aus Sandstein an der Evangelischen Kirche

Der Ort Ebersbach gliederte sich bis 2010 in sieben Stadtteile:
| - Haine - Hempel - Neue Sorge - Niederdorf | - Oberdorf - Oberland - Spreedorf |

## Geschichte
Gegründet wurde Ebersbach im 13. Jahrhundert als Waldhufendorf von Siedlern aus westlichen Gegenden. Eine erste urkundliche Erwähnung von Ebersbach erfolgte am 1. Mai 1306, als die Markgrafen Otto und Woldemar von Brandenburg den Ort als Weichbilddorf der Stadt Löbau überwiesen. In einer Urkunde des Jahres 1346 findet sich der erste Nachweis der Ebersbacher Kirche. Im Hussitenkrieg 1429 wurde der Ort mit der Kirche völlig niedergebrannt und behielt jahrzehntelang den Beinamen Wüst(en)ebersbach. Auch sechzig Jahre später, 1486 gab es nur sieben bewohnte Häuser und in einer Familiennachricht aus dem gleichen Jahr findet sich die Kirchenruine. 1529 erwarben die Herren Ernst und Georg von Schleinitz den Ort Ebersbach von Rudolf von Gersdorf, unter deren fördernder Grundherrschaft sich das Dorf erholte. Landwirtschaft und Handwerk breiteten sich aus und der Bau einer neuen Kirche begann. 1537 wurde das erste Mal der Kretscham von Ebersbach erwähnt. Im Jahre 1550 war die von den Hussiten zerstörte Kirche wieder aufgebaut und erhielt ein Glockenhaus. 1562 kam der erste evangelische Pfarrer ins Dorf.

### Zeiten als Weberdorf

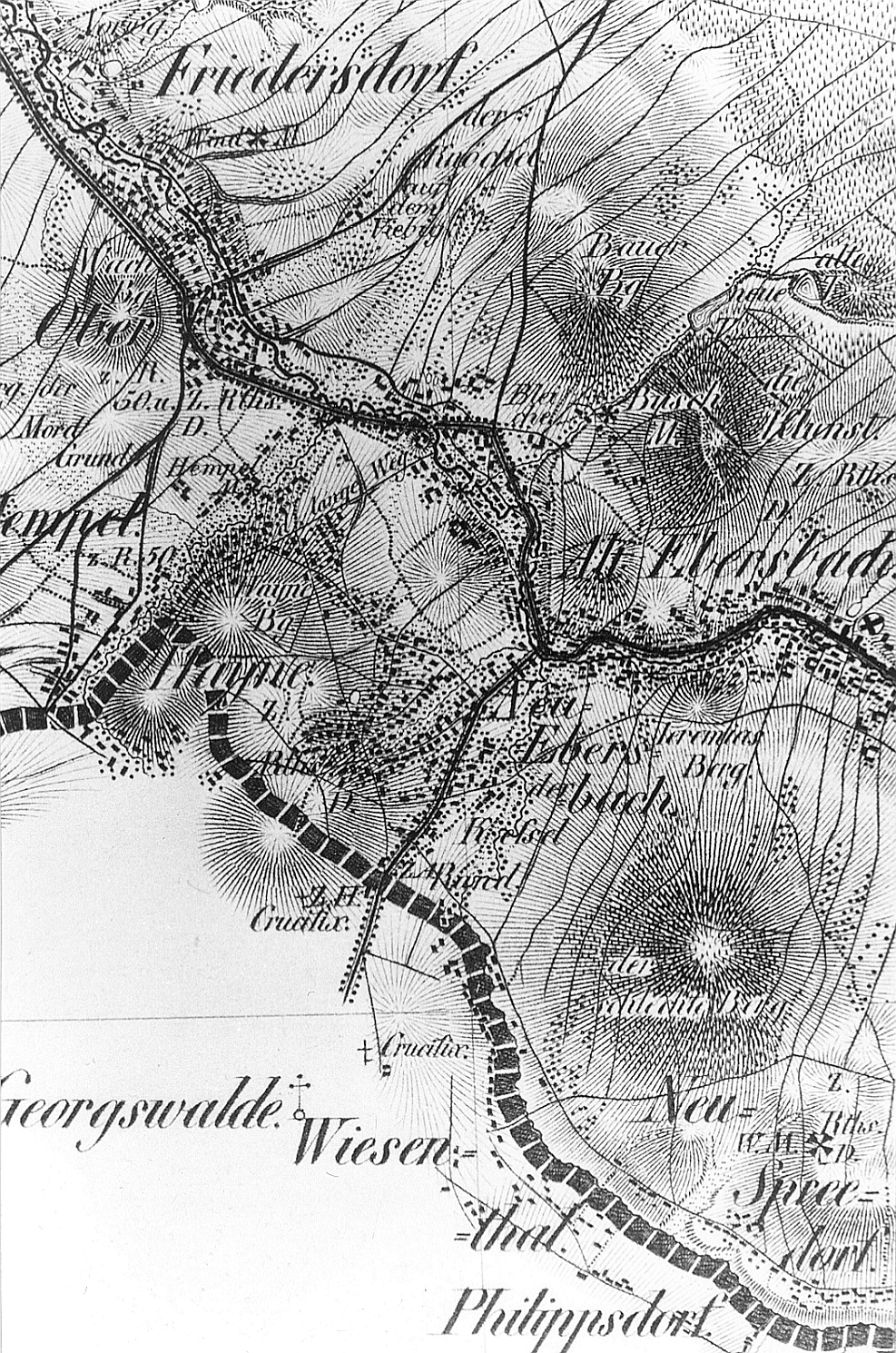
Karte von Oberreit mit Ebersbach von 1821–1822

1570 gab es 20 Handwerker im Dorf, darunter die ersten Leineweber. Um 1596 ließ sich die Försterfamilie von Daniel Rösler am Kesselrand (nordwestlich des Schlechteberges, um das Gaswerk) nieder. Im Jahr 1597 erwarb die reiche Stadt Zittau von den Erben von Schleinitz die Gemeinde. Dadurch erblühte die Wirtschaft (Leinwandweberei), aber bereits im Dreißigjährigen Krieg wurde das Dorf schwer verwüstet. Um das Jahr 1650 siedelten sich evangelische Exulanten aus Böhmen und Mähren an und brachten einen erneuten wirtschaftlichen Aufschwung. Die vielen zugezogenen Christen erforderten eine Vergrößerung des Kirchengebäudes: im Jahr 1682 wurden das Langhaus und der Turm der Kirche errichtet.
Um 1700 setzte im ganzen Ort eine rege Bautätigkeit ein und um 1729 klapperten die Webstühle in den Häusern wieder, von denen es 360 im Ort gab. Damit begann der Leinwandgroßhandel, und durch seine Leinenindustrie stieg Ebersbach 1776 zum drittwichtigsten Industriestandort im Zittauer Raum auf. Im Ort eröffnete eine Garnbleiche sowie 1782 eine Mangel.
Im Zeitraum 1726–1733 wurde das Gotteshaus vom Ende des 17. Jahrhunderts im böhmischen Barockstil zur heutigen Größe erweitert und eingeweiht.

### Von der Gründerzeit bis zum Zweiten Weltkrieg

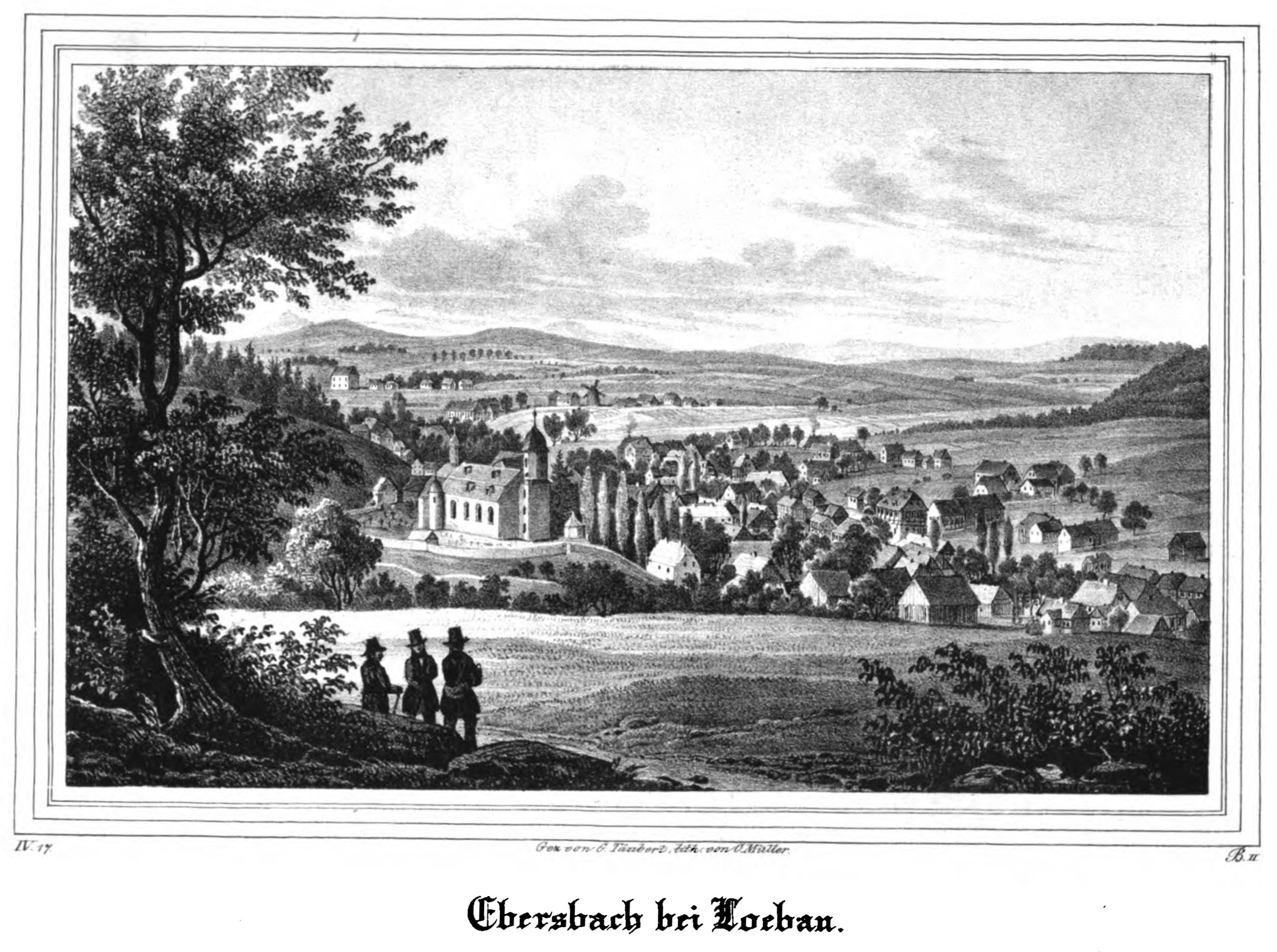
Ebersbach 1839

Ebersbach 1888

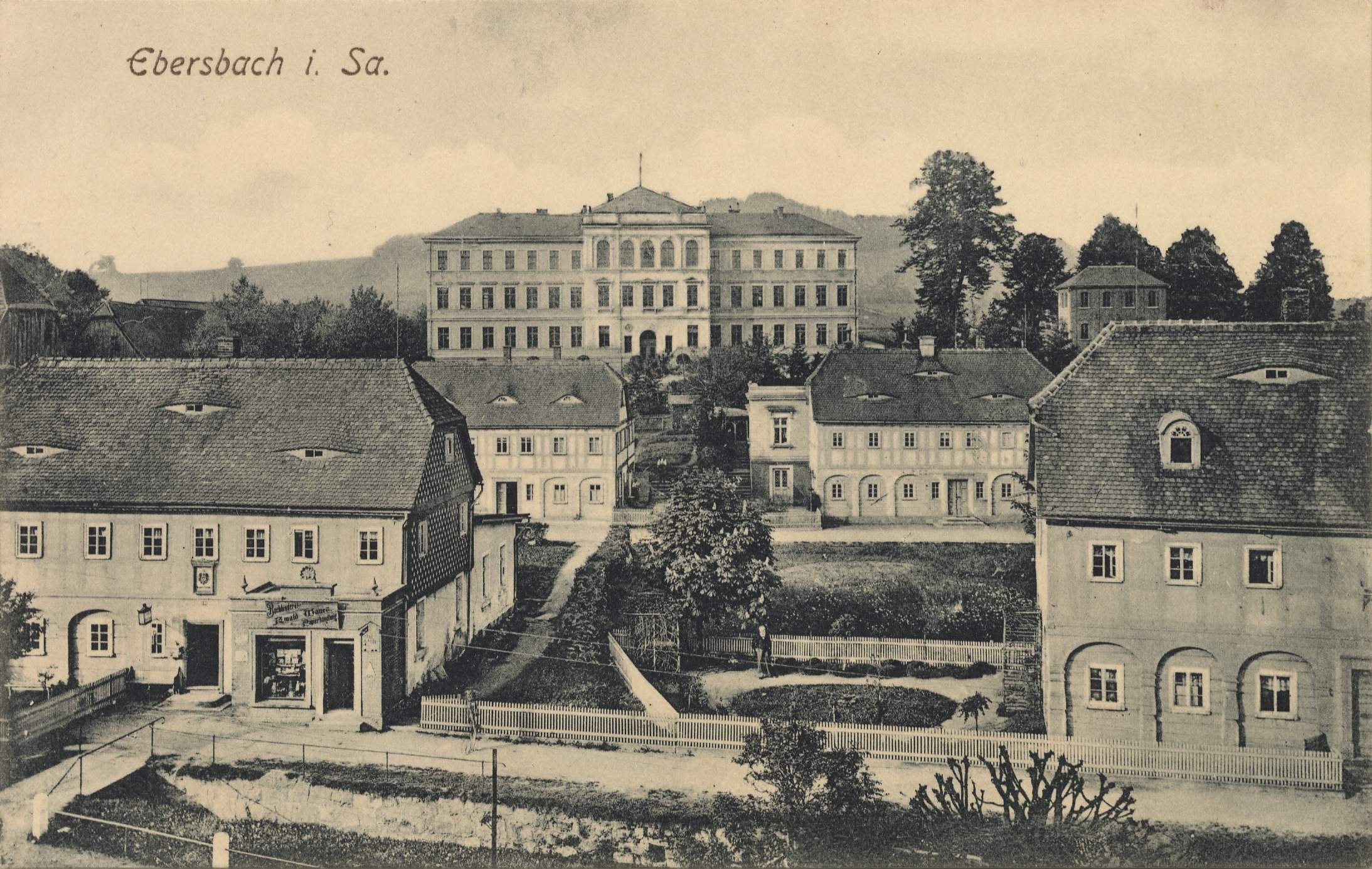
Ebersbach Stadtansicht um 1900

1839 spaltete sich die Gemeinde in zwei Teile: Alt-Ebersbach und die Mundgutgemeinde. Alt-Ebersbach gliederte sich in das Oberdorf, das Niederdorf, die Buschmühlenhäuser und die Eibauer Seite (Hübelhäuser und ein Anteil der Löbauer Wiese). Die später Neu-Ebersbach genannte Mundgutgemeinde umfasste den Hempel, die Haine, den Kesselrand, das Spreedorf, die Achthäuser, die Hofeweghäuser und das Schlößchen (Gegend am Amtsgericht).
Die im Jahr 1844 eröffnete Gemeindebibliothek war eine der ersten ländlichen Bibliotheken im damaligen Deutschland.
1856 wurde Ebersbach Amtsgerichtsbezirk und 1859 entstand die älteste Landsparkasse in der Oberlausitz. Seit dem Jahr 1873 besitzt der Ort einen Eisenbahnanschluss mit Verbindung nach Dresden, Zittau, Löbau, Reichenberg und Prag. Das Dorf entwickelte sich in dieser Zeit immer mehr zur Industriestadt. Im Jahr 1877 erfolgte die Wiedervereinigung der beiden Ortsteile Alt- und Neuebersbach. 1896 wurde das Elektrizitätswerk auf der Haine errichtet, 1911 das Gaswerk und 1913 das Wasserwerk. Am 5. September 1925 erhielt die Gemeinde das Stadtrecht. Eine geplante Vereinigung der Stadt mit dem benachbarten Neugersdorf wurde nicht vollzogen.
In der Zeit des Nationalsozialismus gab es in Ebersbach ein Lager für Zwangsarbeiter aus annektierten Gebieten.

### Nachkriegsentwicklung
Die Einwohnerzahl der Stadt Ebersbach stieg nach dem Zweiten Weltkrieg infolge der Aufnahme von Flüchtlingen und Vertriebenen auf 12.275 Einwohner. Nach der Gründung der DDR siedelten sich im Ort wieder Betriebe aus dem Bereich der Textilindustrie an. Der Wohnungsneubau in Plattenbauweise im Oberland begann 1968/1969 und schuf einen völlig neuen Stadtteil.

### Ortsnamenformen
- 1419: Eberßbach, 1433: Ebirspach, 1495: Eberßbach, 1529: Wüst Ebersspach, 1546: Ebersbach, 1768: Ebersbach bey Löbau, 1875: Ebersbach (Altebersbach), 1997: Ebersbach/Sachsen

### Verwaltungszugehörigkeit
- 1777: Bautzener Kreis, 1843: Landgerichtsbezirk Löbau, 1856: Gerichtsamt Ebersbach, 1875: Amtshauptmannschaft Löbau, 1952: Kreis Löbau, 1994: Landkreis Löbau-Zittau, 2009: Landkreis Görlitz

### Eingemeindung
Am 1. Januar 2011 wurde Ebersbach/Sa. mit der Stadt Neugersdorf zu Ebersbach-Neugersdorf zusammengeschlossen.

### Einwohnerentwicklung

Einwohnerentwicklung von 1834 bis 2016 nach nebenstehender Tabelle

| Jahr | Einwohner                                                        |
| ---- | ---------------------------------------------------------------- |
| 1777 | 00049 besessene(r) Mann, 29 Gärtner, 00515 Häusler, 21 Wüstungen |
| 1834 | 05.622                                                           |
| 1871 | 07.049                                                           |
| 1890 | 07.833                                                           |
| 1910 | 09.585                                                           |
| 1925 | 09.419                                                           |
| 1939 | 09.560                                                           |
| 1946 | 11.315                                                           |
| 1950 | 11.789                                                           |
| 1964 | 11.312                                                           |
| 1990 | 12.669                                                           |
| 2000 | 10.382                                                           |
| 2007 | 08.451                                                           |
| 2016 | 07.963                                                           |

## Politik

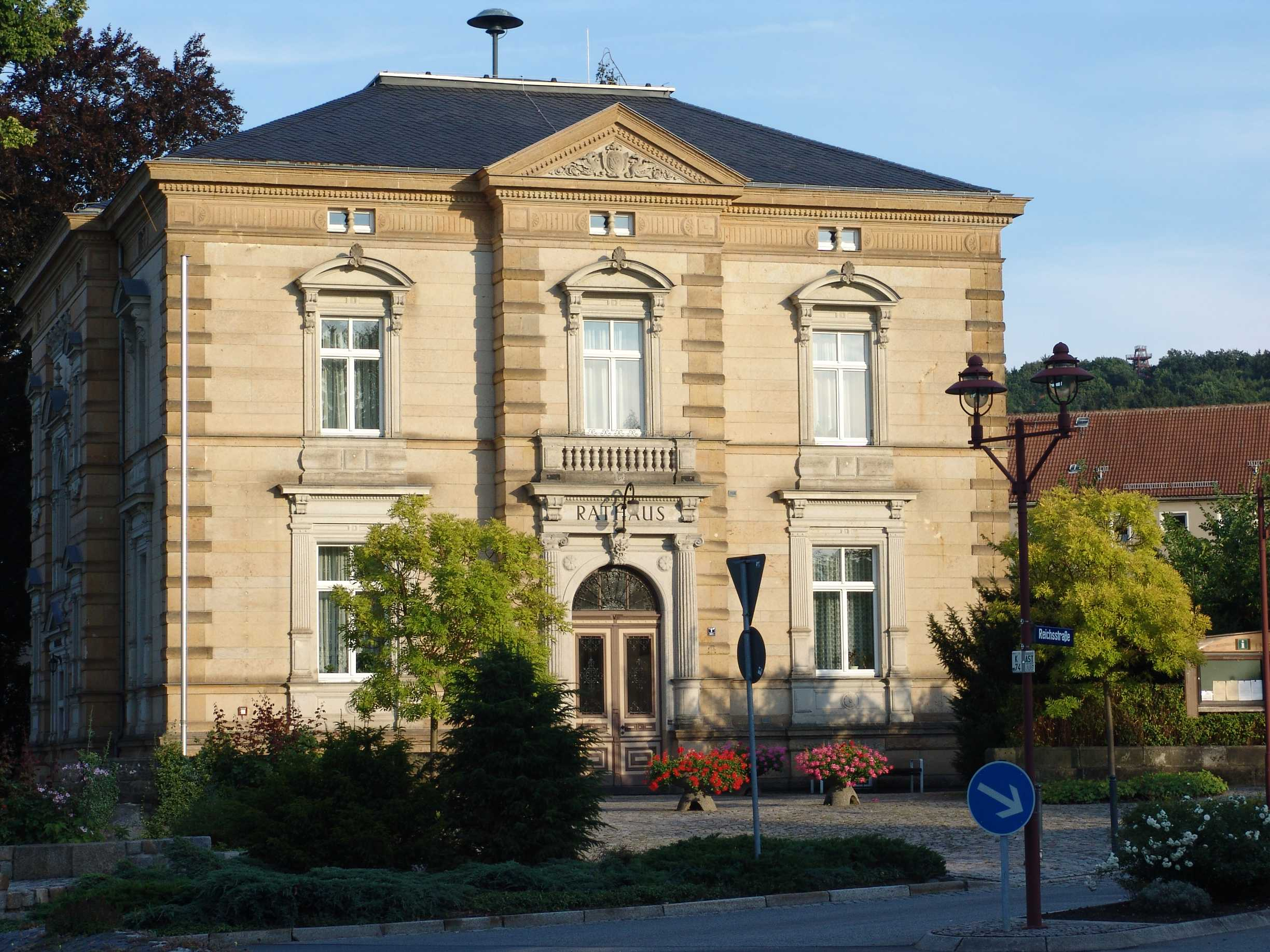
Rathaus

### Wappen

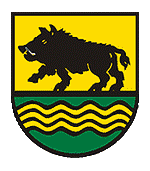
Wappen der ehemaligen Stadt Ebersbach/Sa.

Das redende Wappen zeigt im grünen Schildfuß einen goldenen Querfluss, darüber in Gold einen schreitenden schwarzen Eber mit weißen Hauern.
Ehemals zeigte es einen hinter einem Baum im Wasser stehenden Eber, über dem ein Vogel flattert. In früherer Zeit wurde er als Rabe gedeutet, wahrscheinlich im Zusammenhang mit der Spreequelle am unweiten Kottmar, welche auch Rabenbrunnen genannt wurde. Später deutete man den Vogel als Taube. Deutung: Nach alten Überlieferungen trieben sich früher Eber im Dorfbach umher und könnten als Vorlage zum Bildsiegel gedient haben, welches dann im Stadtwappen übernommen wurde.
Die Farben Schwarz-Gold führt die Stadt seit 1938.

### Städtepartnerschaften
- Bourg-lès-Valence, Frankreich, seit 1991
- Ebersbach an der Fils, Deutschland, seit 5. Oktober 1991[7]
- Jiříkov (Georgswalde), Tschechien

## Religionen und Kirchen

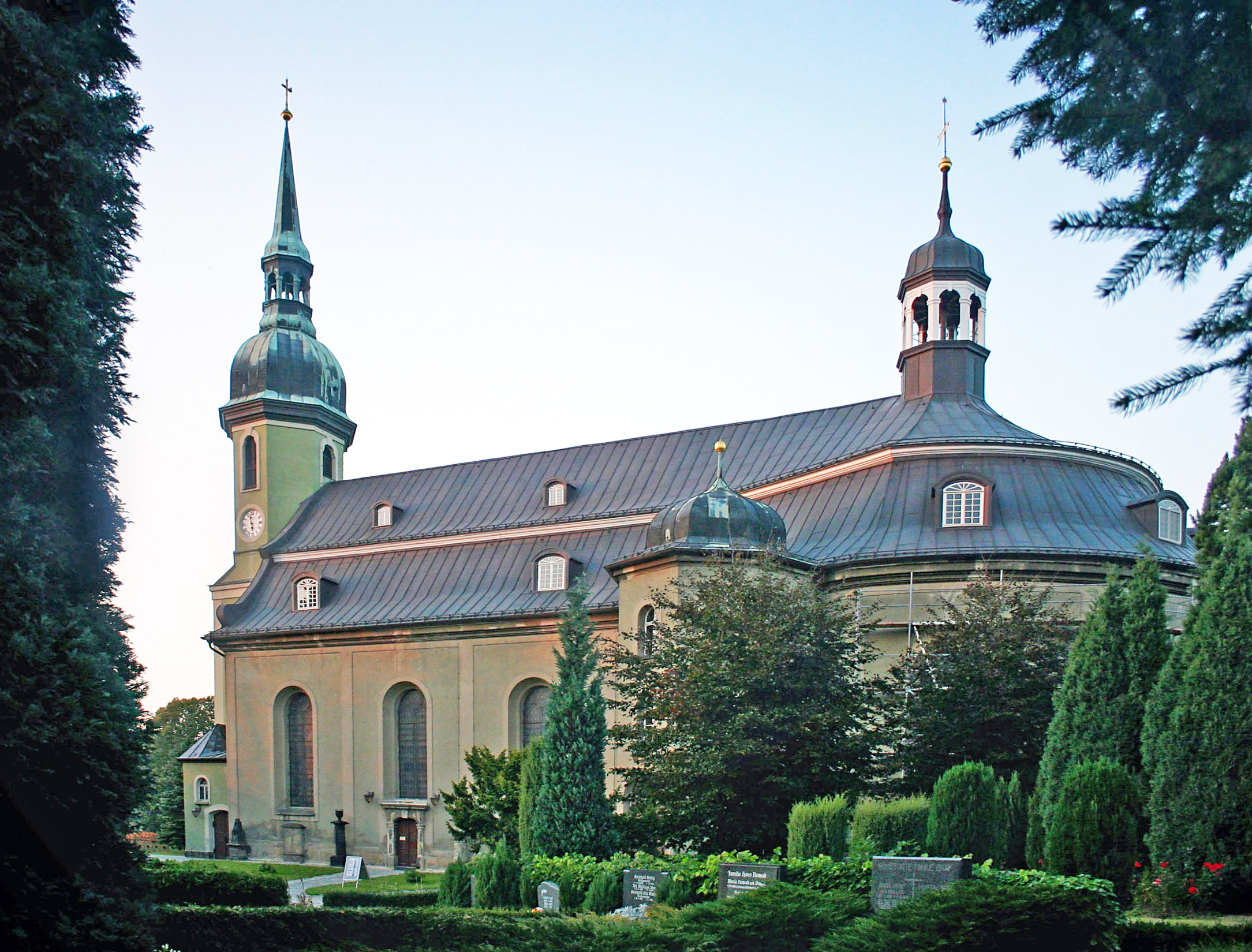
Ansicht der evangelischen Kirche in Ebersbach/Sa. (2005)

Hauptreligion ist der Protestantismus. 1525 wird Ebersbach evangelisch und erhält 1570 mit Jacob Merwitz aus Dresden, der zuvor in Spremberg, heute Stadt Neusalza-Spremberg, wirkte, den ersten ev.-luth. Pfarrer der Gemeinde. Die evangelische Kirche steht direkt an der B 96 im oberen Teil der Stadt. Etwas weiter südwestlich auf dem Jeremiasberg steht die 1934 geweihte katholische Herz-Jesu-Kirche.
Die evangelisch-lutherische Dorfkirche mit ihrem originellen Grundriss entstand zwischen 1726 und 1733 durch die Anfügung eines zentral gestalteten, aus Kreis und Polygon gemischten Ostbaus an einen älteren rechteckigen Langbau. Sie weist ein hölzernes Tonnen- und Kuppelgewölbe auf. Ringsum befinden sich Emporen in 3 Geschossen an deren unteren 54 biblische Gemälde von 1733 die Heilsgeschichte darstellen sowie eine den gesamten Raum abschließende Deckenmalerei der Holztonne. Am 29. September 1733 wurde die Kirche feierlich geweiht.
Der prachtvolle Prospekt der Orgel stammt von dem Instrument, das der Orgelbauer Christoph Dressel aus Leipzig 1685 für die Johanniskirche in Zittau schuf. Das Gehäuse selbst hatte der Zittauer Tischler Heinrich Prescher, das Schnitzwerk Paul Hartmann aus Jena gefertigt. Die Orgel wurde 1738 nach Ebersbach verkauft. Davon ist nur noch das alte Gehäuse erhalten. Das Werk selbst wurde mehrmals verändert und erneuert, zuletzt 1994 durch einen Neubau durch die Firma Eule aus Bautzen ersetzt. Auf Hauptwerk, Oberwerk und Pedal verteilen sich 39 Register.

## Wirtschaft
Ebersbach ist geprägt durch frühere Epochen der Webereien und Spinnereien. Viele erhaltenen Umgebindehäuser zeugen von dieser bedeutsamen Epoche. Ab dem 19. Jahrhundert wurden in der gesamten Oberlausitz große Industriekomplexe zur Baumwollbearbeitung gebaut. Dieser Industriezweig ist nicht mehr existent.
Im Ergebnis der deutschen Wiedervereinigung stellten fast alle bis dahin existierenden Betriebe ihre Produktion ein, allen voran die Weberei und Spinnerei Ebersbach. Die Textilindustrie verschwand damit aus dem Ort. Das Speisehaus, bis 1989 eine Veranstaltungsstätte für Jugendweihen, Betriebsfeste, Weihnachtsfeiern und sonstige Großveranstaltungen, beherbergte einige Jahre einen Supermarkt. Das Gebäude dient inzwischen wieder als Veranstaltungshaus.
Die Klinikum Oberlausitzer Bergland gGmbH verfügt am Standort Ebersbach über eine Innere Medizin (inkl. Herzkatheterlabor), Chirurgie, Frauenheilkunde und Geburtshilfe sowie Anästhesie und Intensivmedizin.
Im Ort befand sich eine Produktionsstätte für Teelichte des VEB Wittol Lutherstadt Wittenberg.
Weitere Gewerbe sind Schlossereien, Transportunternehmen, Autohäuser, ein Kino (welches durch das private Engagement einer Ebersbacher Familie am Leben gehalten wird), sowie kleine Betriebe für Kunst und Handwerk und ein alteingesessenes Möbelhaus. Letzteres heißt nun OKA Büromöbelfabrik und Co KG.
Nach dem Willen der Stadtverwaltung soll der Tourismus die treibende wirtschaftliche Kraft werden. Als erster Schritt präsentiert sich Ebersbach als die Stadt der verschiedenen Brunnen und Bänke.

## Bildung
365 Schüler besuchten im Schuljahr 2017/2018 die Andert-Oberschule.
Das Förderschulzentrum Albert Schweitzer ist im Stadtteil Oberland zu finden. Dieses wurde in den Jahren 2010–2012 umfassend modernisiert.

## Verkehr

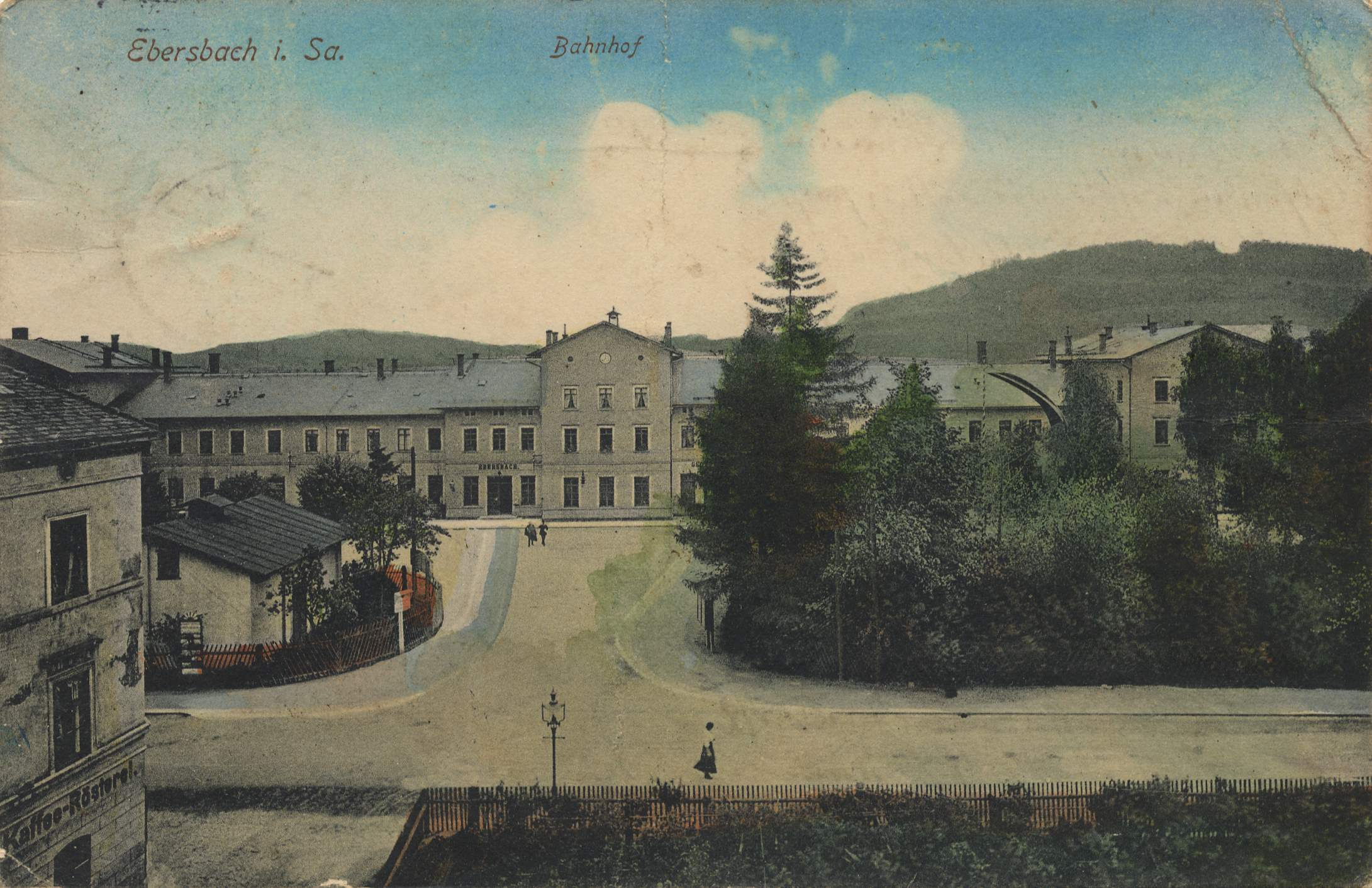
Bahnhof in Ebersbach, 1914

Ebersbach ist ein wichtiger Verkehrsknotenpunkt in der Oberlausitz. Schon zu Zeiten der Kreuzzüge erfolgte die Besiedlung entlang den Handelswegen nach Böhmen. Ebersbach hat das typische Bild eines Waldhufendorfes – recht schmal, dafür aber sehr langgezogen. Ebersbach ist eingegrenzt von einer Dreiecksstraßenführung. Hauptstrang heute ist die Bundesstraße 96, die sich nördlich des Schlechtebergs von Zittau im Osten nach Bautzen im Nordwesten durch Ebersbach schlängelt. Gekreuzt wird sie östlich des Schlechtebergs am „Goldenen Löwen“ von der Nord-Süd-Verbindung L148, der Transitstrecke aus Tschechien nach Löbau. Von dort geht es weiter nach Bautzen (B 6) oder Görlitz. Südlich des Schlechteberges führt die Spreedorfer Straße entlang. Sie verbindet das Niederdorf sowie das Stadtzentrum und die Haine von Ebersbach mit Neugersdorf. Die B 96 und die Reichsstraße (Verlängerung der Spreedorfer Straße) treffen sich am Gelände der ehemaligen Stammfabrik („Spreeeck“), dort wo auch die beiden Spreeläufe vom Kottmar und aus dem Spreedorf zusammen fließen. Die Spreedorfer Straße beginnt am Endpunkt der Bahnhofstraße, dort befindet sich auch der Grenzübergang für PKW, Reisebusse, Radfahrer und Fußgänger nach Tschechien. Sie führt dann über das „Blaue Wunder“ parallel zur Bahnstrecke und der Spree nach Neugersdorf. An der Kreuzung Neugersdorfer Straße biegt man rechts ab und gelangt zur Ebersbacher „Spreequelle“ und dem „Spreeborn“.

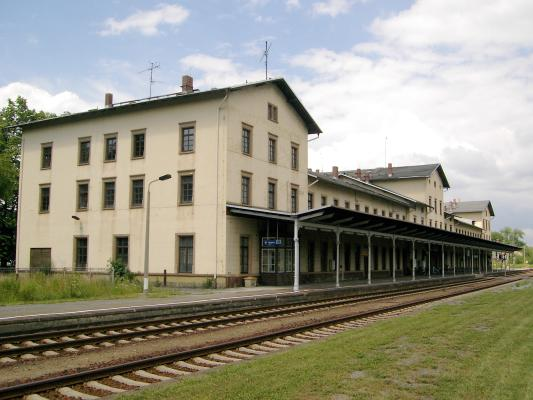
Bahnhof Ebersbach (Sachs)

Der Bahnhof Ebersbach (Sachs) liegt an der Bahnstrecke Oberoderwitz–Wilthen. Der Ebersbacher Bahnhof ist ein Knotenpunkt und Eisenbahngrenzübergang nach Tschechien. Die Bahnstrecke Ebersbach–Löbau wird nur noch vereinzelt im Güterverkehr befahren, der Personenverkehr ist seit 2001 eingestellt. Die grenzüberschreitende Bahnstrecke Bakov nad Jizerou–Ebersbach wird seit dem Fahrplanwechsel im Jahr 2010 im Personenverkehr nicht mehr befahren. Eine grenzüberschreitende Buslinie mit der Nummer 409 des tschechischen Verkehrsunternehmens BusLine a.s. ersetzt seitdem den Fahrweg. Der Bahnhof Ebersbach hat auf Grund des Rückgangs der Textilindustrie kein eigenes Güterverkehrsaufkommen mehr.
Im ÖPNV wird Ebersbach durch das Liniennetz der Kraftverkehrsgesellschaft Dreiländereck mbH (KVG), Zittau, bedient. Diese hat auch die stillgelegte Bahnverbindung nach Löbau ersetzt. Neu angelegt wurde ein Rad-Fernwanderweg.

## Kultur und Sehenswürdigkeiten

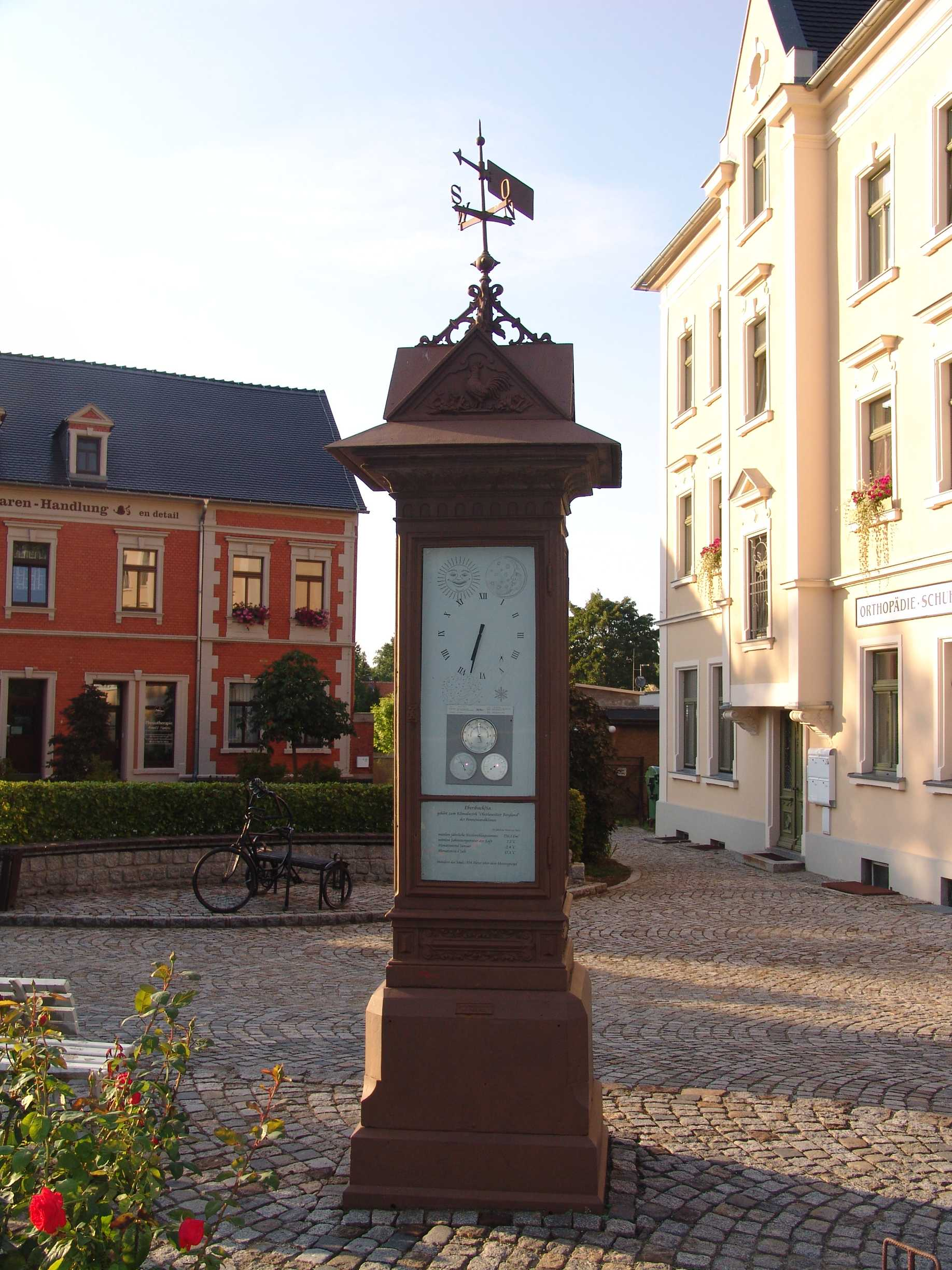
Wettersäule an der Bahnhofstraße

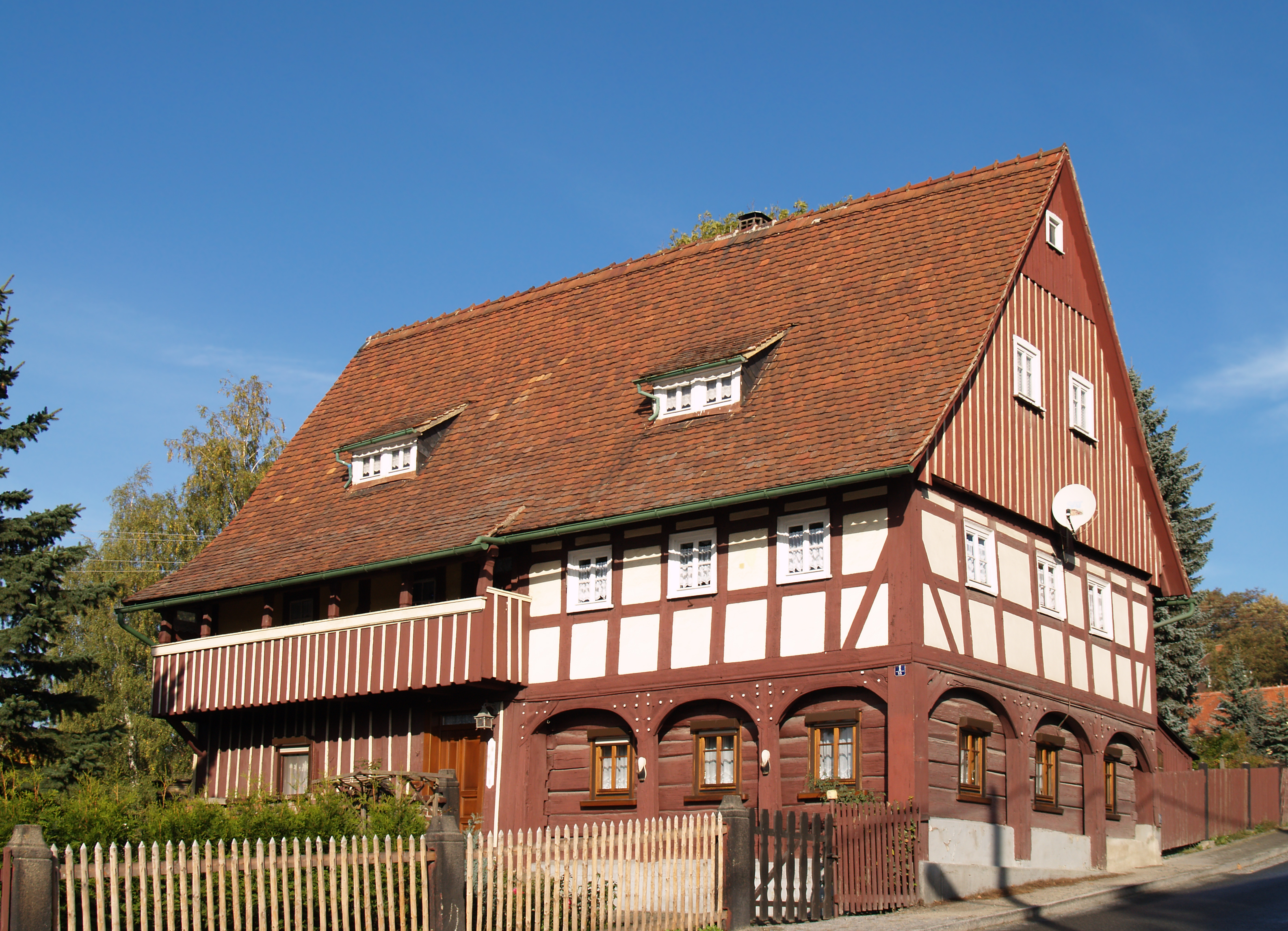
Umgebindehaus in Ebersbach/Sa.

### Denkmäler und Gedenkstätten
- Denkmal am Neuen Rathaus Reichsstraße 1 für die Opfer des Faschismus
- Gedenkstein an der Außenstelle des Gymnasiums (zu DDR-Zeiten POS Friedrich Jahn) für den kommunistischen Widerstandskämpfer Oswald Richter, der 1943 im KZ Dachau ermordet wurde. Der Stein wurde 1990 entfernt und befindet sich seither in der Schule.

### Museen
- Kaffeemuseum
- kleines Feuerwehrmuseum: Ausstellungsstücke (Dokumente und kleinere Gerätschaften) in zwei Räumen aus der Zeit der Gründung der Ebersbacher Feuerwehr bis zum heutigen Tag

## Söhne und Töchter des Ortes
- Gottfried Behrndt (1693–1743), Amtmann, Genealoge und Schriftsteller
- Johann Gottfried Müller (1757–1832), Rechtswissenschaftler, Hochschullehrer und Universitätsrektor
- Carl Wilhelm Hahn (1829–1887), Genre- und Tiermaler
- Kurt Bernhardi (1847–1892), Pädagoge
- Bruno Röthig (1859–1931), Kantor und Komponist
- Hermann Gocht (1862–1959), Pfarrer und erster Sächsischer Gehörlosenseelsorger
- Otto Richter (1865–1936), Kirchenmusiker, Kreuzkantor
- Heinrich Kremser (1878–1947), Politiker der deutschen Minderheit
- Bruno Dreßler (1879–1952), Verleger, Gründer der Büchergilde Gutenberg
- Richard Dorant (1885–1925), Opernsänger (Tenor) und Regisseur
- Alfred Heinrich (1895–1974), Ornithologe und Heimatforscher
- Paul Sinkwitz (1899–1981), Grafiker und Maler
- Werner Andert (1907–1983), Heimatschriftsteller
- Werner Pohlenz (1908–1982), Ingenieur und Hochschullehrer
- Herbert Andert (1910–2010), Oberlausitzer Mundartdichter
- Günther Knobloch (1926–2014), Funktionär der SED
- Helmut Stolper (1928–2013), Radrennfahrer
- Dietbert Knöfel (* 1936), Baustoffwissenschaftler
- Christine Stephan-Brosch  (* 1939), Fotografin
- Ivica Račan (1944–2007), Premierminister Kroatiens
- Bernd-Lutz Lange (* 1944), Autor und Kabarettist
- Matthias Freude (* 1952), Biologe, Professor und Präsident des Landesumweltamtes Brandenburg
- Theo Nabicht (* 1963), Holzbläser und Komponist
- Ulf Tippelt (* 1963), Sportwissenschaftler und Sportfunktionär
- Uwe Daßler (* 1967), Schwimmsportler
- Antye Greie-Ripatti (* 1969), Musikerin und Künstlerin
- Lucas Pohle (* 1986), Organist und Dirigent, seit 2020 Kantor und Organist an der Nikolaikirche zu Leipzig
- Tobias Müller (* 1993), Fußballspieler
- Erik Herrmann (* 2004), Fußballtorwart